# Nie mówię tak, nie mówię nie
Nie mówię tak, nie mówię nie – czwarty singel polskiego piosenkarza Wiktora Dyduły z jego drugiego albumu studyjnego, zatytułowanego Tak jak tutaj stoję, powstały przy gościnnym udziale polskiej piosenkarki Kasi Sienkiewicz. Singel został wydany 18 marca 2025.
Kompozycja znalazła się na 1. miejscu listy OLiA, najczęściej odtwarzanych utworów w polskich rozgłośniach radiowych.

## Geneza utworu i historia wydania
Utwór napisali i skomponowali Wiktor Dyduła i Leon Krześniak, który również odpowiada za produkcję utworu.
Singel ukazał się w formacie digital download 18 marca 2025 w Polsce za pośrednictwem wytwórni płytowej Polydor Records w dystrybucji Universal Music Polska. Piosenka została umieszczona na drugim albumie studyjnym Dyduły – Tak jak tutaj stoję.
9 maja 2025 piosenka została zaprezentowana telewidzom stacji Polsat w programie Must Be the Music. 23 maja wykonali utwór podczas koncertu Radiowy przebój roku na Polsat Hit Festiwal 2025. 

## „Nie mówię tak, nie mówię nie” w stacjach radiowych
Nagranie było notowane na 1. miejscu w zestawieniu OLiA, najczęściej odtwarzanych utworów w polskich rozgłośniach radiowych.

## Teledysk
Do utworu powstał teledysk w reżyserii Michała Sierakowskiego, który udostępniono w dniu premiery singla za pośrednictwem serwisu YouTube.

## Lista utworów
- Digital download[2]

1. „Nie mówię tak, nie mówię nie” – 2:39

## Notowania

### Pozycja na liście sprzedaży
| Kraj   | Lista (2025)             | Najwyższa pozycja |
| ------ | ------------------------ | ----------------- |
| Polska | OLiS – single w streamie | 100               |

### Pozycja na liście airplay
| Kraj   | Lista (2025)                   | Najwyższa pozycja |
| ------ | ------------------------------ | ----------------- |
| Polska | OLiS – oficjalna lista airplay | 1                 |